# Marmalade (gruppo musicale)
I Marmalade sono un gruppo pop rock scozzese, formatosi a Glasgow nel 1961 come Dean Ford and The Gaylords; nel 1966 la formazione cambiò nome in "The Marmalade".
Il periodo di maggior successo discografico per la band è stato tra il 1968 ed il 1972. Dal 1974 il gruppo ha cambiato varie volte la propria composizione, al punto che della formazione originale è rimasto solo il bassista John Graham Knight, ma è ancora in attività.

## Discografia

### Album

#### Album in studio
- 1968 - There's a Lot of It About
- 1968 - Ob-La-Di Ob-La-Da
- 1970 - Reflections of the Marmalade
- 1971 - Songs
- 1974 - Our House Is Rocking
- 1977 - The Only Light on My Horizon Now
- 1978 - ...Doing It All For You
- 1979 - Heavens Above
- 1980 - Marmalade
- 1982 - Heartbreaker
- 2013 - Penultimate
- 2019 - The Full Spread
- The Music

#### Raccolte
- 1969 - Best of The Marmalade
- 1970 - The World of The Marmalade
- 1974 - Reflections Of My Life And Other Great Songs
- 1978 - Hello Baby
- 1994 - Hits and More

#### Live
- 2004 - BBC Sessions

### Singoli
- It's All Leading Up to Saturday Night/Wait A Minute, Baby
- Can't Stop Now/There Ain't No Use In Hanging On
- Otherwise It's Been A Perfect Day/I See The Rain

## Formazione

### Originaria
- Dean Ford (pseud. di Thomas McAleese, Coatbridge, 5 settembre 1945- Los Angeles, 31 dicembre 2018[1]), cantante.
- Junior Campbell (William Campbell, Glasgow, 31 maggio 1947-), chitarra solista / strumentista / voce e arrangiamenti.
- John Graham Knight (Glasgow, 8 dicembre 1943-) basso e voce
- Patrick "Pat" Fairley  (Glasgow, 14 aprile 1943-Los Angeles, 11 agosto 2020[2]) basso a 6 corde / chitarra.
- Alan Whitehead (Oswestry, 24 luglio 1945 -) batteria

Whitehead sostituì nel 1967 Ray Duffy che uscì dal gruppo per tornare al suo lavoro di chef (anche se più tardi Duffy tornò alla musica, come batterista nella band Matthews Southern Comfort, con cui incise il singolo di maggior successo, una cover della famosa Woodstock scritta da Joni Mitchell). Inoltre, Ray Duffy è stato batterista nella maggior parte dei singoli dei Gallagher and Lyle, e ha anche collaborato con il vecchio compagno Junior Campbell nel suo album da solista e nei relativi singoli.

### Ultima
- Sandy Newman - chitarra solista, tastiere e voce solista.
- John Graham Knight - basso e voce.
- Alan Holmes - chitarra acustica ed elettrica, tastiere e voce.
- Glenn Taylor - Batteria, percussioni e voce.